# Rue du Commandant-Mortenol
La rue du Commandant-Mortenol est une voie du 10e arrondissement de Paris, en France.

## Situation et accès
La rue du Commandant-Mortenol est une voie publique située dans le 10e arrondissement de Paris. Elle débute au 121, quai de Valmy et se termine en impasse.

## Origine du nom
Elle porte le nom de Camille Mortenol (1859-1930), officier supérieur guadeloupéen, troisième homme de couleur à intégrer Polytechnique.

## Historique
La voie est ouverte dans le cadre de l'aménagement de la ZAC Valmy-Villemin sous le nom provisoire de « voie M/10 » et prend sa dénomination actuelle par arrêté municipal du 26 novembre 1984.